# Szczękoczułkopodobne
Szczękoczułkopodobne, szczękoczułkokształtne, szczękoczułkowce (Chelicerata, syn. Cheliceromorpha) – podtyp stawonogów obejmujący nadgromady szczękoczułkowców i kikutnic. Obejmuje około 112 tysięcy opisanych gatunków współczesnych, ale ich faktyczna liczba przekraczać może milion. Ponadto znanych jest około 2 tysięcy gatunków wymarłych, a w zapisie kopalnym występują od środkowego kambru. Pierwotnie słonowodne, ale większość współczesnych jest lądowa, a niektóre wtórnie słonowodne. Ciało mają podzielone na prosomę i opistosomę (czasem zredukowaną) lub na gnatosomę i idiosomę. Charakterystyczna jest obecność szczękoczułków na pierwszym somicie zaocznym. Rozwój pozazarodkowy może mieć charakter epimorfozy, anamorfozy lub metamorfozy. Zamieszkują rozmaite siedliska i przyjmują różne strategie pokarmowe.

## Morfologia

Różne typy szczękoczułków u pajęczaków

Długość ciała różna: od 0,08 mm u niektórych roztoczy po około 2,5 metra u wymarłego wielkoraka Jaekelopterus rhenaniae, będącego największym znanym stawonogiem. Wśród form współczesnych do około 80 cm u Trachypleus gigas z gromady ostrogonów. Ciało typowo podzielone jest na dwie tagmy: prosomę i opistosomę (zwane też głowotułowiem i odwłokiem), jednak u kikutnic ta druga może być zredukowana do niemal szczątkowej formy, a u roztoczy podział na pierwotne tagmy często zanika, a zamiast niego pojawiają się różne pseudotagmy, w tym gnatosoma i idiosoma.

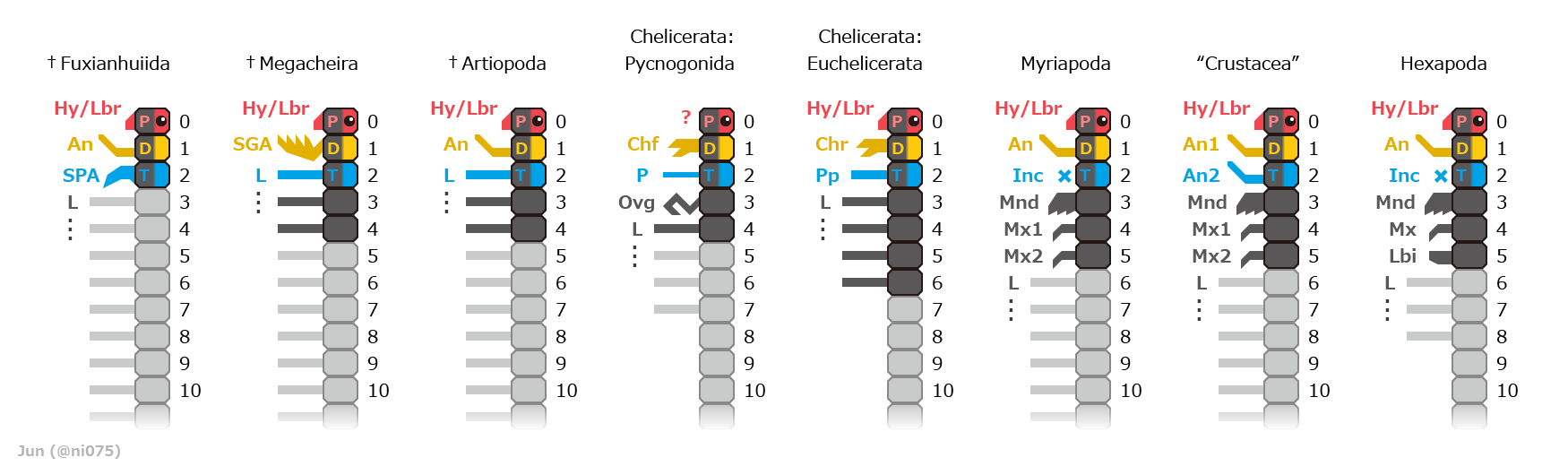
Formowanie się przednich segmentów ciała u różnych stawonogów na podstawie ekspresji genów i obserwacji neuroanatomicznych. Od lewej: Fuxianhuiida, Megacheira, Artiopoda (w tym trylobity), kikutnice, szczękoczułkowce, wije, skorupiaki, sześcionogi. P (czerwony): przodomóżdże, D (żółty): śródmóżdże; T (zielony): tyłomóżdże, Hy: hypostom, Lbr: warga górna, An: czułek, An1: czułek I pary, SGA: krótki przydatek wielki, Chf: chelifor, Ch: szczękoczułek, SPA: wyspecjalizowany przydatek zaczułkowy, P i Pp: nogogłaszczek, Inc: segment wstawkowy, An2: czułek II pary, Ovg: owiger, Md: żuwaczka, Mx1 i Mx2: szczęki I i II pary, Lab: warga dolna, L: odnóże kroczne.

Prosoma w rozwoju zarodkowym powstaje przez zlanie się somitu ocznego („akronu”), z segmentami pozaocznymi. U szczękoczułkowców segmentów zaocznych budujących prosomę jest 6, a u kikutnic od 7 do 9. Pierwszy z somitów zaocznych, homologiczny z segmentem czułkowym żuwaczkowców, zawiera śródmóżdże i unerwione nim przydatki gębowe w postaci szczękoczułków (chelicer, u kikutnic zwanych też cheliforami i mogących być zredukowanymi), zbudowanych z 1–4 członów i zwykle zakończonych szczypcami lub pazurkami. Drugi somit zaoczny zaopatrzony jest w nogogłaszczki, które jednak ulegają uwstecznieniu u niektórych kikutnic. Pozostałe somity prosomy mieć mogą parę odnóży krocznych, przy czym u roztoczy może ich być łącznie od 2 do 4 par, u innych szczękoczułkowców 4 pary, a u kikutnic od 4 do 6 par. Ponadto u kikutnic trzecia para przydatków prosomy może mieć postać owigerów.
Opistosoma może mieć formę od zredukowanej do w pełni rozwiniętej, od niesegmentowanej po maksymalnie 13-segmentową. Może być podzielona na przedodwłok (mezosomę) i zaodwłok (metasomę) oraz być zakończona telsonem. Znajdujące się na niej odnóża mogą być jedno- lub dwugałęziste i nie pełnią funkcji krocznych. Mogą być zmodyfikowane w narządy oddechowe (odnóża skrzelowe, płucotchawki, worki płucne), zmysłowe (np. grzebienie) lub przędne (przędne).

## Biologia i ekologia

### Rozród i rozwój

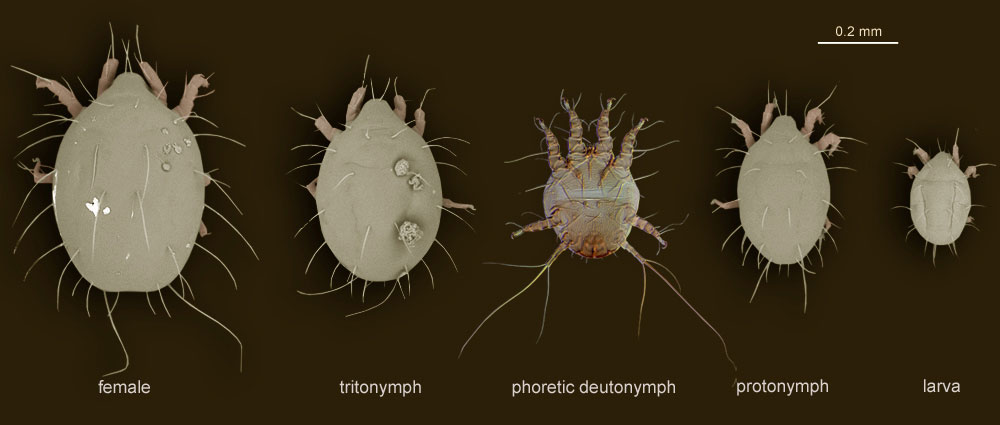
Stadia rozwojowe roztocza Chaetodactylus krombeini.

U ostrogonów występuje typowe zapłodnienie zewnętrzne i plemniki dostosowane są do przebywania w wodzie morskiej. U kikutnic zapłodnienie również jest zewnętrzne, ale uwalnianie gamet jest zsynchronizowane na tyle, że ich zetknięcie następuje niemal natychmiast po uwolnieniu i plemniki wykazują cechy podobne jak w przypadku zapłodnienia wewnętrznego. U pajęczaków plemniki przekazywane są w spermatoforach składanych na podłożu lub zaplemnienie następuje przez kopulację.
Rozwój pozazarodkowy może mieć charakter epimorfozy, anamorfozy lub metamorfozy ze stadiami larwalnymi i nimfalnymi. U pasożytów wielożywicielowych pojawiać się mogą złożone cykle życiowe.

### Pokarm
Szczękoczułkopodobne przyjmują rozmaite strategie pokarmowe. Można wśród nich znaleźć fitofagi (np. fitofagi ssące i indukujące galasy), mykofagi, drapieżniki, saprofagi, detrytusożerców, ektopasożyty i endopasożyty (w tym hematofagi i dermatofagi). Często odgrywają kluczowe role w ekosystemach, np. mechowce mogą pożerać około połowy biomasy odkładającej się rocznie na dnie lasów.

### Występowanie i różnorodność
Do 2011 roku opisano około 112 tysięcy gatunków współczesnych szczękoczułkopodobnych, w tym 1322 kikutnic i ponad 110,6 tysiąca pajęczaków. Ich faktyczna liczba jest jednak znacznie większa – współczesną faunę samych roztoczy szacuje się na około miliona gatunków. Ponadto liczny jest zapis kopalny – do 2008 roku opisano na jego podstawie 1952 gatunki wymarłe.
Szczękoczułkopodobne rozprzestrzenione są we wszystkich krainach zoogeograficznych, sięgając również za oba koła podbiegunowe. Pierwotnie były to zwierzęta słonowodne, ale 99% gatunków współczesnych jest lądowych. Niektóre gatunki są wtórnie wodne. Zamieszkują rozmaite siedliska, w szczególności roztocze dostosowały się dzięki miniaturyzacji do nisz niedostępnych dla innych stawonogów.

## Systematyka i filogeneza
Na monofiletyzm szczękoczułkopodobnych wskazują liczne molekularne analizy filogenetyczne przeprowadzone w XXI wieku. Ich morfologiczne apomorfie nie są jednak zbyt liczne, a jako główną wymienia się odnóża unerwione przez śródmóżdże wykształcone w formie szczękoczułków. We wcześniejszych pracach szczękoczułkopodobne często uznawane były za parafiletyczne. W pracach z połowy dominował pogląd o braku bliskiego pokrewieństwa kikutnic z którymikolwiek stawonogami i często wywodzone je od pazurnic. Z kolei na przełomie XX i XXI wieku, na podstawie wczesnych analiz molekularno-morfologicznych, pojawiła się hipoteza Cormogonida – kladu obejmującego, z wyjątkiem kikutnic, wszystkie współczesne stawonogi (w tym właściwe szczękoczułkowce).
Jeśli brać pod uwagę tylko taksony współczesne to według większości analiz szczękoczułkopodobne zajmują pozycję siostrzaną do pozostałych podtypów zgrupowanych w klad żuwaczkowców. Z nowszych analiz molekularnych wyniki takie otrzymali m.in. Regier i inni w 2010, Oakley i inni w 2013, Schwentner i inni w 2017 czy Lozano-Fernandez i inni w 2019. Alternatywnie niektóre analizy z pierwszej dekady XXI wieku wskazywały na siostrzaną relację szczękoczułkopodobnych z wijami (hipoteza Myriochelata), jednak wyniki takie zinterpretowano później jako skutek saturacji i niewystarczającego przekroju taksonomicznego próbek. Sytuacja komplikuje się znacząco jeśli uwzględnić taksony wymarłe. Paleontolodzy często włączają szczękoczułkopodobne w skład dużego kladu pajęczakokształtych (Arachnomorpha), obejmującego liczne taksony wymarłe, w tym cały podtyp trylobitokształtnych. Odkrycie w 2019 roku u trylobitów oczu złożonych o fasetkach zbudowanych z soczewki i stożka krystalicznego może podważać ten pogląd, jako że są to struktury charakterystyczne dla żuwaczkowców, nieznane u szczękoczułkopodobnych. Za bliskich krewniaków szczękoczułkopodobnych uznawane bywają wymarłe Aglaspidida, czasem włączane w ich skład.
W obrębie szczękoczułkopodobnych wyróżnia się zwykle dwie nadgromady: kikutnic (Pycnogonida) i szczękoczułkowców (Euchelicerata). Ta pierwsza obejmuje gromadę Pantopoda oraz taksony wymarłe niższej rangi. Systematyka drugiej z nich ulegała licznym zmianom. Do szczękoczułkowców należą dwie gromady całkiem wymarłe: wielkoraki i Chasmataspida, przy czym te drugie bywają włączane do tych pierwszych oraz dwie gromady współczesne: ostrogony i pajęczaki. Dawniej ostrogony łączono z wielkorakami w gromadę staroraków, jednak późniejsze analizy wykazały bliższe pokrewieństwo wielkoraków z pajęczakami niż z ostrogonami, np. według wyników analizy Lamsdella z 2013 pajęczaki stanowią grupę siostrzaną dla wielkoraków, tworząc z nimi klad Sclerophorata, który to z Chasmataspida tworzy klad Dekariata. Największe kontrowersje budził monofiletyzm i podział pajęczaków, stąd w drugiej połowie XX wieku zamiast lub obok nich w randze gromad pojawiały się takie taksony jak Acaromorpha, Apatellata, Cryptognomae, Dromopoda, Epimera, Opillonidea, Micrura, Scorpionomorpha czy Solifugomorpha.
Najstarsze skamieniałości sklasyfikowane bez wątpliwości do szczękoczułpodobnych pochodzą z kambru środkowego i należą do rodzaju Sanctacaris.